# Поток-Тоунський
45°16′ пн. ш. 15°20′ сх. д. / 45.26° пн. ш. 15.34° сх. д.
Поток-Тоунський (хорв. Potok Tounjski) — населений пункт у Хорватії, у Карловацькій жупанії у складі громади Тоунь.

## Населення
Населення за даними перепису 2011 року становило 71 осіб.
Динаміка чисельності населення поселення: